# 王利波
王利波（1968年3月—），男，汉族，河北定州人，中华人民共和国政治人物。

## 生平
曾任山西省发展和改革委员会党组书记，主任，山西省人民政府国防动员办公室主任。第十四届全国人大代表。2023年10月跨省出任辽宁省人民政府党组成员，同年11月获任命为辽宁省人民政府副省长。